# Thuilley-aux-Groseilles
Thuilley-aux-Groseilles és un municipi francès situat al departament de Meurthe i Mosel·la i a la regió del Gran Est. L'any 2007 tenia 494 habitants.

## Demografia

### Població
El 2007 la població de fet de Thuilley-aux-Groseilles era de 494 persones. Hi havia 67 famílies, de les quals 16 eren unipersonals (12 homes vivint sols i 4 dones vivint soles), 27 parelles sense fills i 24 parelles amb fills.
La població ha evolucionat segons el següent gràfic:
Habitants censats

### Habitatges
El 2007 hi havia 77 habitatges, 68 eren l'habitatge principal de la família, 4 eren segones residències i 5 estaven desocupats. 67 eren cases i 10 eren apartaments. Dels 68 habitatges principals, 40 estaven ocupats pels seus propietaris, 26 estaven llogats i ocupats pels llogaters i 2 estaven cedits a títol gratuït; 2 tenien una cambra, 4 en tenien dues, 4 en tenien tres, 21 en tenien quatre i 37 en tenien cinc o més. 55 habitatges disposaven pel capbaix d'una plaça de pàrquing. A 30 habitatges hi havia un automòbil i a 32 n'hi havia dos o més.

### Piràmide de població
La piràmide de població per edats i sexe el 2009 era:
| Homes | Edats   | Dones |
| ----- | ------- | ----- |
| 0     | 95 o +  | 0     |
| 0     | 90 a 94 | 0     |
| 0     | 85 a 89 | 4     |
| 0     | 80 a 84 | 4     |
| 4     | 75 a 79 | 0     |
| 0     | 70 a 74 | 4     |
| 0     | 65 a 69 | 0     |
| 0     | 60 a 64 | 4     |
| 4     | 55 a 59 | 4     |
| 8     | 50 a 54 | 8     |
| 0     | 45 a 49 | 0     |
| 12    | 40 a 44 | 8     |
| 8     | 35 a 39 | 4     |
| 12    | 30 a 34 | 8     |
| 60    | 25 a 29 | 8     |
| 32    | 20 a 24 | 0     |
| 8     | 15 a 19 | 4     |
| 4     | 10 a 14 | 8     |
| 24    | 5 a 9   | 0     |
| 4     | 0 a 4   | 8     |

## Economia
El 2007 la població en edat de treballar era de 448 persones, 270 eren actives i 178 eren inactives. De les 270 persones actives 265 estaven ocupades (204 homes i 61 dones) i 5 estaven aturades (1 home i 4 dones). De les 178 persones inactives 8 estaven jubilades, 35 estaven estudiant i 135 estaven classificades com a «altres inactius».

### Ingressos
El 2009 a Thuilley-aux-Groseilles hi havia 72 unitats fiscals que integraven 185 persones, la mediana anual d'ingressos fiscals per persona era de 19.837 €.

### Activitats econòmiques
Dels 4 establiments que hi havia el 2007, 3 eren d'empreses de comerç i reparació d'automòbils i 1 d'una empresa d'hostatgeria i restauració.
Dels 2 establiments de servei als particulars que hi havia el 2009, 1 era un taller de reparació d'automòbils i de material agrícola i 1 restaurant.
L'any 2000 a Thuilley-aux-Groseilles hi havia 3 explotacions agrícoles que ocupaven un total de 306 hectàrees.

## Poblacions més properes
El següent diagrama mostra les poblacions més properes.